# Phrynobatrachus bequaerti
Phrynobatrachus bequaerti är en groddjursart som först beskrevs av Barbour och Arthur Loveridge 1929.  Phrynobatrachus bequaerti ingår i släktet Phrynobatrachus och familjen Phrynobatrachidae. IUCN kategoriserar arten globalt som sårbar. Inga underarter finns listade i Catalogue of Life.